# Thomas van den Belt
Thomas van den Belt (Zwolle, 18 giugno 2001) è un calciatore olandese, centrocampista del Castellón in prestito dal Feyenoord.

## Caratteristiche tecniche
È un centrocampista centrale che contribuisce sia alla manovra d'interdizione che di impostazione.

## Carriera

### Club
Cresciuto nel settore giovanile del PEC Zwolle, ha esordito in prima squadra il 26 settembre 2020 subentrando a Yūta Nakayama in occasione dell'incontro di Eredivisie vinto per 4-0 contro lo Sparta Rotterdam. Il 14 gennaio 2022 realizza la sua prima rete e, contestualmente, la prima doppietta con lo Zwolle in occasione della partita di campionato vinta per 2-0 contro il Willem II.
Il 29 marzo 2023 firma un contratto quadriennale con il Feyenoord pur restando fino al termine della stagione con il PEC Zwolle. Con la squadra biancoblu raggiunge la promozione in Eredivisie. Il 4 agosto esordisce con il Feyenoord in occasione dell'incontro valido per la Supercoppa dei Paesi Bassi 2023 perso per 1-0 contro il PSV, subentrando a Marcus Holmgren Pedersen al minuto 83.

### Nazionale
Il 17 novembre 2018 esordisce con la nazionale Under-18 contro i pari età del Belgio.

## Statistiche

### Presenze e reti nei club
Statistiche aggiornate al 27 gennaio 2025.
| Stagione          | Squadra           | Campionato        | Campionato | Campionato | Coppe nazionali | Coppe nazionali | Coppe nazionali | Coppe continentali | Coppe continentali | Coppe continentali | Altre coppe | Altre coppe | Altre coppe | Totale | Totale | Totale |
| Stagione          | Squadra           | Comp              | Pres       | Reti       | Comp            | Pres            | Reti            | Comp               | Pres               | Reti               | Comp        | Pres        | Reti        | Pres   | Reti   |        |
| ----------------- | ----------------- | ----------------- | ---------- | ---------- | --------------- | --------------- | --------------- | ------------------ | ------------------ | ------------------ | ----------- | ----------- | ----------- | ------ | ------ | ------ |
| 2019-2020         | PEC Zwolle        | ED                | 0          | 0          | CO              | 0               | 0               | -                  | -                  | -                  | -           | -           | -           | 0      | 0      |        |
| 2020-2021         | PEC Zwolle        | ED                | 9          | 0          | CO              | 0               | 0               | -                  | -                  | -                  | -           | -           | -           | 9      | 0      |        |
| 2021-2022         | PEC Zwolle        | ED                | 30         | 3          | CO              | 3               | 0               | -                  | -                  | -                  | -           | -           | -           | 33     | 3      |        |
| 2022-2023         | PEC Zwolle        | EED               | 35         | 16         | CO              | 2               | 0               | -                  | -                  | -                  | -           | -           | -           | 37     | 6      |        |
| Totale PEC Zwolle | Totale PEC Zwolle | Totale PEC Zwolle | 74         | 19         |                 | 5               | 0               |                    | -                  | -                  |             | -           | -           | 79     | 19     |        |
| 2023-2024         | Feyenoord         | ED                | 9          | 0          | CO              | 0               | 0               | UCL                | 1                  | 0                  | SO          | 1           | 0           | 11     | 0      |        |
| 2024-2025         | Castellón         | SED               | 23         | 2          | CR              | 1               | 0               | -                  | -                  | -                  | -           | -           | -           | 24     | 2      |        |
| Totale carriera   | Totale carriera   | Totale carriera   | 106        | 21         |                 | 6               | 0               |                    | 1                  | 0                  |             | 1           | 0           | 114    | 21     |        |

## Palmarès

### Club

#### Competizioni nazionali
- Coppa dei Paesi Bassi: 1

Feyenoord: 2023-2024